# Pseudoscops
Pseudoscops Kaup, 1848 è un genere di uccelli della famiglia degli Strigidi.

## Tassonomia
Comprende le seguenti specie:
- Pseudoscops grammicus (Gosse, 1847) - gufo della Giamaica
- Pseudoscops clamator (Vieillot, 1808) - gufo striato